# 山市站
山市站，位于中华人民共和国黑龙江省牡丹江市海林市山市镇，是滨绥铁路上的火车站，建于1901年，由哈尔滨铁路局管辖。